# Congregação de Nossa Senhora da Caridade do Bom Pastor

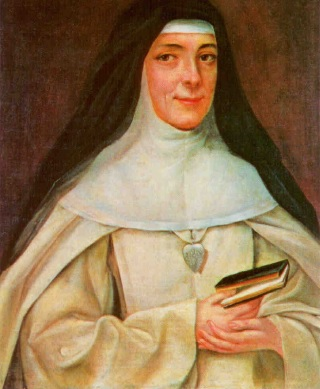
Santa Maria Eufrásia Pelletier, a fundadora da Congregação de Nossa Senhora da Caridade do Bom Pastor (em Angers, França).

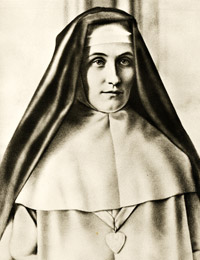
A Bem-aventurada Maria do Divino Coração (1863-1899) foi a religiosa da Congregação das Irmãs do Bom Pastor que pediu, baseada nas suas revelações privadas por parte de Jesus Cristo, ao Papa Leão XIII que consagrasse o mundo inteiro ao Sagrado Coração de Jesus.

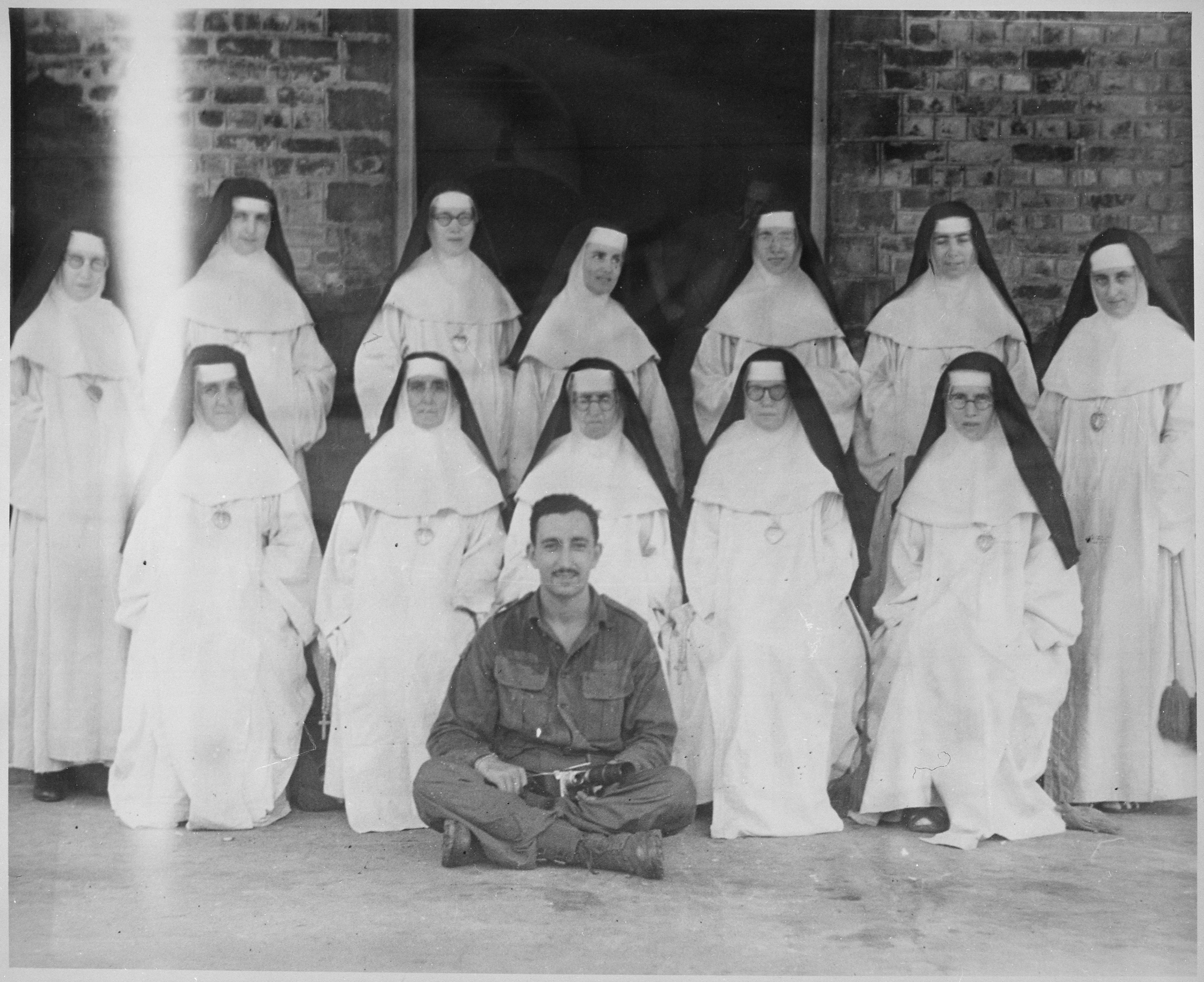
As Irmãs do Bom Pastor

A Congregação de Nossa Senhora da Caridade do Bom Pastor, mais conhecida por Congregação das Irmãs do Bom Pastor, é uma congregação religiosa católica fundada num convento de Angers, na França, em 1835, por Santa Maria Eufrásia Pelletier, e que se encontra actualmente presente em todo o Mundo.
O seu carisma e espiritualidade, provenientes da Ordem de Nossa Senhora da Caridade, dividem-se em dois grupos distintos dentro desta mesma congregação: por um lado, existem as comunidades de Irmãs Contemplativas do Bom Pastor (as quais vivem em clausura conventual e dedicadas, sobretudo, à oração); e, por outro lado, existem as comunidades de Irmãs Apostólicas do Bom Pastor (consideradas de vida ativa e que prestam um importante apoio de reintegração na sociedade às mulheres e crianças vítimas de maus-tratos e de pobreza).
Desta congregação fez parte a Beata Maria do Divino Coração, condessa Droste zu Vischering (1863–1899) que foi a religiosa que pediu, baseada nas revelações privadas que recebeu da parte de Jesus Cristo, ao Papa Leão XIII que consagrasse o mundo inteiro ao Sagrado Coração de Jesus.